# Exerceren

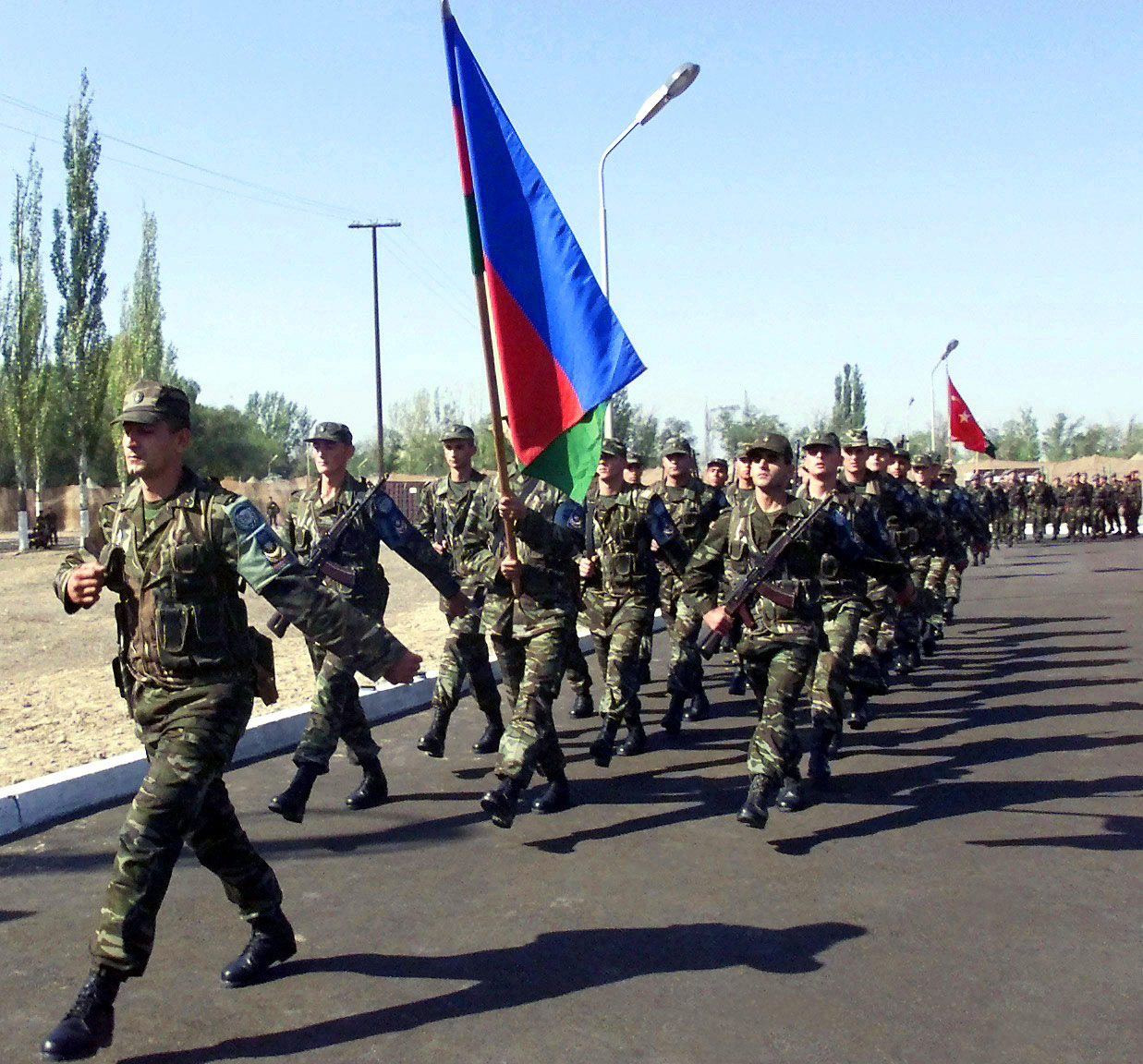
Exercerende Azerbeidzjaanse militairen

Exerceren of dril is het oefenen in het uitvoeren van bepaalde militaire bevelen. Bij de landmacht voor het gelijktijdig maken van bewegingen door soldaten, bij de zeemacht door schepen. In oude tijden ging het om het inslijpen van tactische bewegingen, die op het slagveld moesten worden uitgevoerd.
Exercitie wordt ook gebruikt bij een korps of fanfare.

## Geschiedenis te land
De Oud-Griekse legers speciaal die van Sparta begonnen voor zover bekend als eerste met exercitie. De Romeinen namen dat wel over, maar haalden tactisch niet datzelfde hoge niveau. In de middeleeuwse oorlogsvoering raakte het exerceren bijna geheel buiten gebruik, maar daarna liet Karel de Stoute, hertog van Bourgondië, zijn soldaten exerceren, evenals Lodewijk XI, koning van Frankrijk. Daarna had men er geen behoefte meer aan, omdat het gehele voetvolk van een leger zich alleen in drie grote vierkante eenheden opstelde en de ruiterij dit voorbeeld volgde. Pas toen Maurits van Nassau tegen het eind van de 16de eeuw het gevecht in grote eenheden afschafte en vele kleinere eenheden vormde, besteedde men weer aandacht aan de erfenis van de oude Griekse tactici. Elk onderdeel moest afzonderlijk en snel kunnen manoeuvreren om de andere eenheden te kunnen ondersteunen en er door ondersteund te worden. Vanaf het einde der 17de eeuw werd exerceren niet meer alleen als een voorbereiding tot de oorlog beschouwd, maar ook als een middel om de vorstelijke macht in vredestijd te demonstreren. Geschutsexercitie is het gezamenlijk zo efficiënt mogelijk bedienen van een stuk geschut.

## Geschiedenis ter zee
Ook het exerceren met schepen is van oude tijden. Men kent het ook nu nog als admiraalzeilen. Op de Molukken zetten de plaatselijke machthebbers minstens vanaf de Portugese tijd oorlogsschepen in voor ceremonie en machtsvertoon. In dit geval gebruikte men de kora-kora, een roeischip met soms honderden bemanningsleden.

## Functie

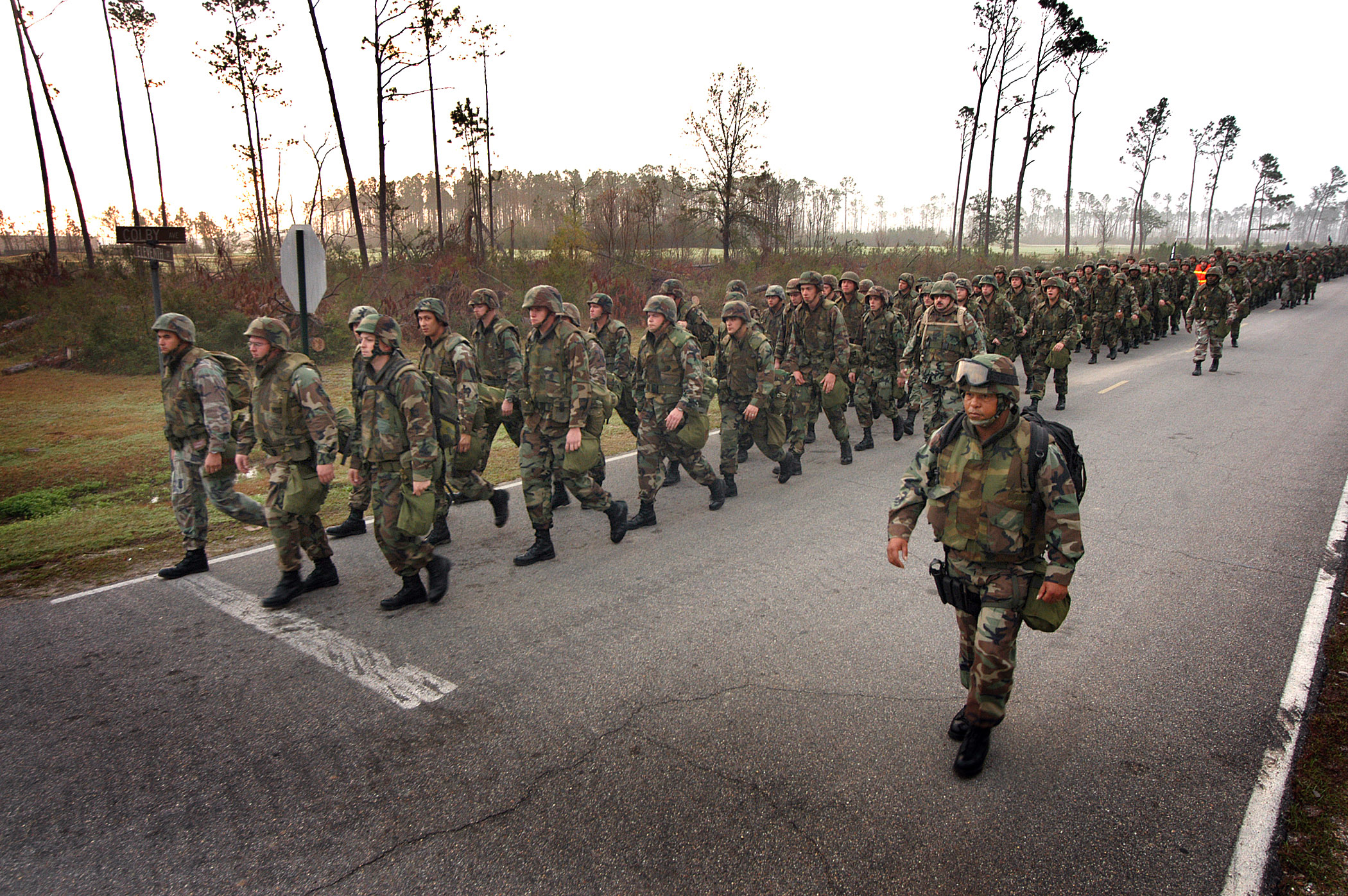
Alleen al aan het marcheren is te zien dat we hier niet te maken hebben met gevechtstroepen, in dit geval met genie

In feite is exercitie een probaat psychologisch middel om militaire gehoorzaamheid en tucht aan te leren. Het voedt daarbij ook het gevoel voor ondergeschiktheid en het saamhorigheidsgevoel. De reden dat alle militairen, van wat voor dienstvak of defensieonderdeel dan ook, moeten leren exerceren is dat dit als dril-methode dienstdoet. Door in groepen te exerceren wordt de militair geïndoctrineerd om onmiddellijk orders uit te voeren, zonder daar bij na te denken en afwegingen te maken. Een soldaat die nadenkt laat zich niet gemakkelijk de dood insturen. Met dit automatisme wordt ook een korpsgeest gekweekt. Dat wil zeggen dat de soldaten een onderlinge band kweken, die z'n nut heeft in het gevecht. Om deze redenen exerceren alle legers ter wereld. Zelfs nog te vormen eenheden in organisaties die nog geen wapens hebben, beginnen met exerceren met houten geweren of zelfs boomtakken. Het ziet er ten slotte een stuk imposanter uit als militairen zich in gelid voortbewegen in plaats van als groep individuen. Het zich ongemerkt uit de groep terugtrekken wordt er bovendien sterk door bemoeilijkt.

## Niet-militaire exercitie

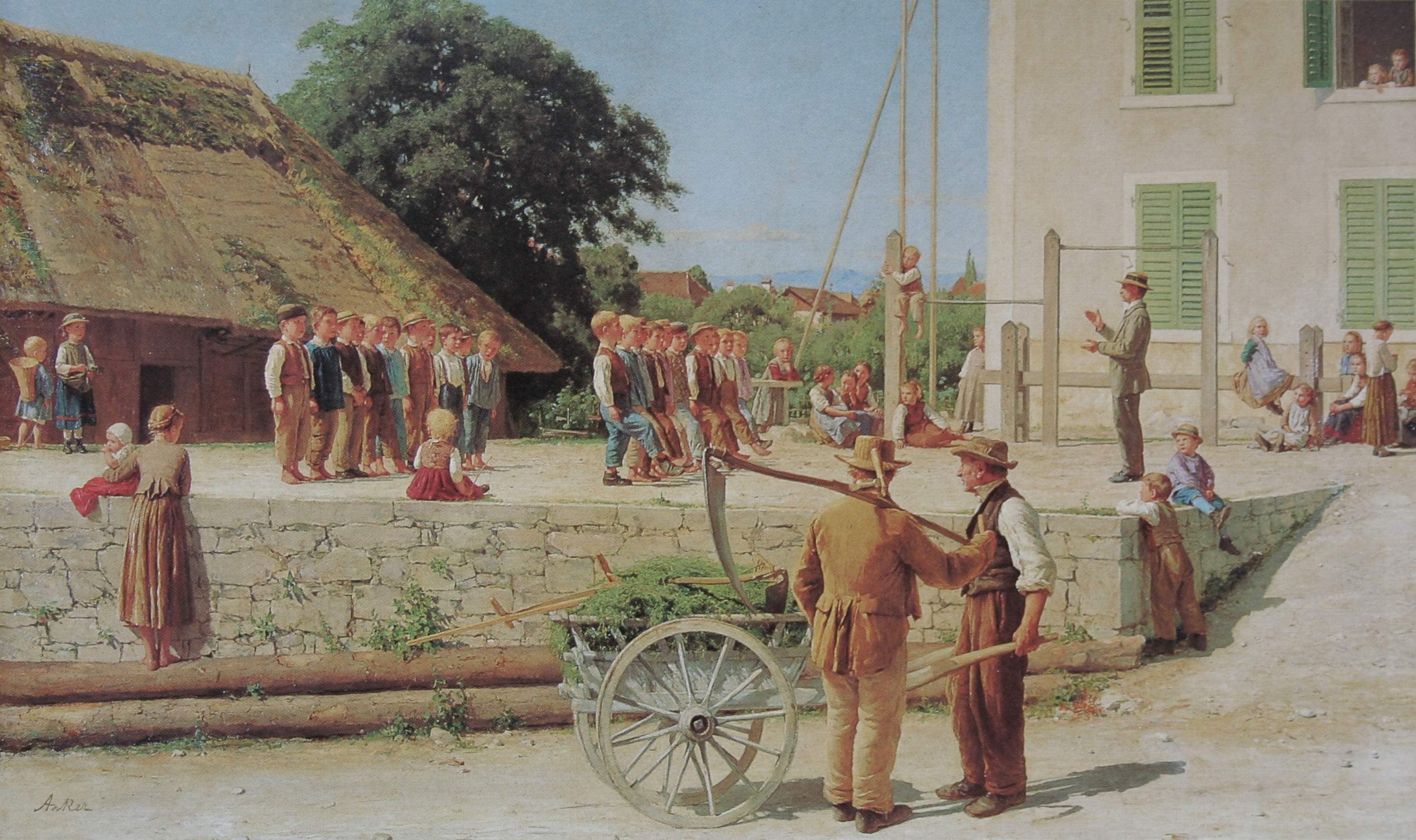

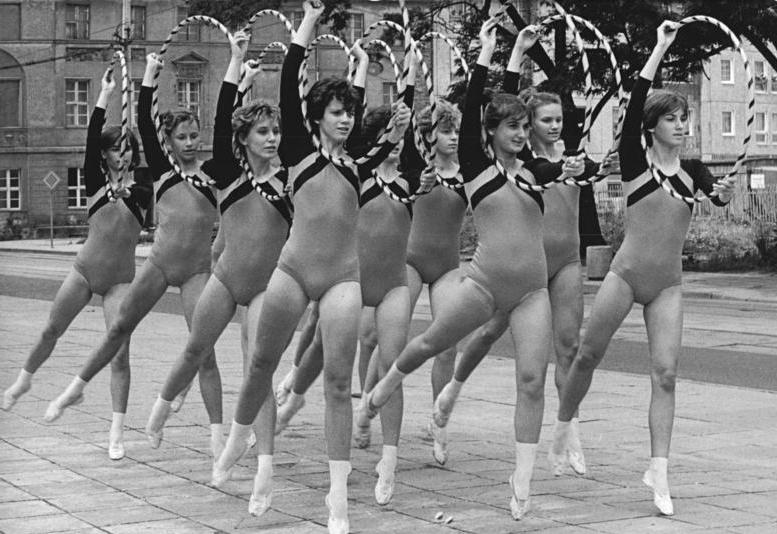

Een lichte vorm van exerceren is marcheren, dat ziet men vaak terug in de wandelsport. Ook bij het opkomen en het verlaten van de arena van de atleten bij het turnen. Bij ritmische gymnastiek ontbreken bij de uitvoering de hoorbare bevelen, de bewegingen zijn reeds ingestudeerd.    

## Praktijk
De te geven commando’s voor de exercitie bij de soldaten bestaan doorgaans uit twee delen: het waarschuwingsbevel (bijvoorbeeld ‘presenteer’) en daarna het uitvoeringsbevel (bijvoorbeeld ‘geweer’). Het eerste dient ervoor om te attenderen op een komende verandering van richting en/of beweging, het tweede deel dient om de verandering uit te voeren. Ze dienen op luide toon gegeven te worden. Voordat er commando's gegeven worden is het gebruikelijk om aan te geven voor wie deze gelden. (bijvoorbeeld equipage, manschappen, het geheel, peloton enz.) De belangrijkste commando’s zijn:
- geeft – acht
- (met verkorte tussenruimte) naar rechts - richten
- hoofd - front / links / rechts
- links / rechts - om
- voorwaarts – mars (het marcheren start met de linkervoet)
- per rotte links/rechts - mars
- rechts uit de flank - mars
- links uit de flank - mars
- hoofd der colonne links / rechts - mars
- rechtsom - keert
- looppas – mars
- gewone pas – mars
- compagnie/peloton  - halt
- presenteer - geweer
- zet af - geweer
- brengt ere - groet
- om te groeten - groet
- ter plaatse - rust
- op de plaats – rust (eerste rust)
- rust
- ingerukt – mars (s)

Bij de eerste opkomst moeten de rekruten aanvankelijk meetellen om de maat aan te geven
Enkele voorbeelden:
- Binnen de Nederlandse krijgsmacht: Links, twee, drie, vier, links, twee, drie, vier enz.
- Bij de Belgische krijgsmacht: Links, links, links-rechts, een, twee, twee, twee-links, rechts, een, twee.
- Bij de US Army: Left, left, left, right, left enz.

Tijdens het marcheren wordt de cadans in de pas  gehandhaafd door steeds elke pas vergezeld te doen gaan van: links, links, links, enz.